# Amata tunneyi
Amata tunneyi là một loài bướm đêm thuộc phân họ Arctiinae, họ Erebidae.